# Andria Putkaradze
Andria Putkaradze (georgiska: ანდრია ფუტკარაძე), född 11 juni 2013 i Batumi i Georgien, är en georgisk barnsångare. Han började sin karriär som vinnare av den sjunde säsongen av Ranina, och vann senare Junior Eurovision Song Contest 2024 för Georgien med låten "To My Mom", och blev den fjärde georgiska deltagaren att vinna tävlingen.

## Karriär
Putkaradze började sin musikkarriär 2024 och vann den sjunde säsongen av sångtävlingen Ranina i Georgien. Den 30 juli 2024 tillkännagavs Putkaradze som den georgiska representanten för Junior Eurovision Song Contest 2024 i Madrid, Spanien. Hans låt avslöjades senare ha titeln "To My Mom" och presenterades med en tillhörande musikvideo den 13 oktober. Låten släpptes offentligt nio dagar senare. Det offentliggjordes också att han skulle få sällskap på scenen av Gabriel Machabeli. Den 16 november hölls Junior Eurovision 2024 och Putkaradze vann tävlingen med totalt 239 poäng. Han är den fjärde georgiska deltagaren att vinna Junior Eurovision Song Contest.
Några dagar efter att ha återvänt till Georgien flög Putkaradze och hans mamma till Frankrike för att dra fördel av resan till Disneyland Paris som gavs till honom som ett pris för att ha vunnit Ranina.